# Висока Поляна (селище)
Висока Поляна (рос. Высокая Поляна) — селище у Черепановському районі Новосибірської області Російської Федерації.
Входить до складу муніципального утворення Медведська сільрада. Населення становить 112 осіб (2010).

## Історія
Згідно із законом від 2 червня 2004 року органом місцевого самоврядування є Медведська сільрада.

## Населення
| 2002 | 2007 | 2010 |
| ---- | ---- | ---- |
| 134  | ↘126 | ↘112 |